# 우라토미정
우라토미정(浦富町)은 돗토리현 이와미군에 있던 정이다. 현재의 돗토리시에 해당한다. 